# Sebastian Frey (Oberamtmann)
Sebastian Frey (* um 1790 in Kenzingen; † 1878) war ein deutscher Verwaltungsbeamter und Richter.

## Leben
Sebastian Frey studierte Rechtswissenschaften an der Ruprecht-Karls-Universität Heidelberg und der Albert-Ludwigs-Universität Freiburg. 1810 gehörte er zu den Stiftern des Corps Suevia Heidelberg. 1813 schloss er sich dem Corps Rhenania Freiburg an. Nach dem Studium wurde er 1818 Rechtspraktikant, 1822 Hofgerichtsadvokat in Meersburg, 1825 Garnisonsauditor in Konstanz und 1832 in Bruchsal. 1839 wurde er zum Amtmann beim Bezirksamt Konstanz ernannt. 1842 wechselte er als Amtmann und Amtsvorstand zum Bezirksamt Möhringen, 1843 zum Bezirksamt Hüfingen, 1848 unter Ernennung zum Oberamtmann zum Bezirksamt Radolfzell und war von 1849 bis 1857 Oberamtmann und Amtsvorstand des Bezirksamts Salem. Anschließend war er bis zu seiner Pensionierung 1859 Oberamtsrichter in Überlingen.